# Jewstignei Ipatowitsch Fomin

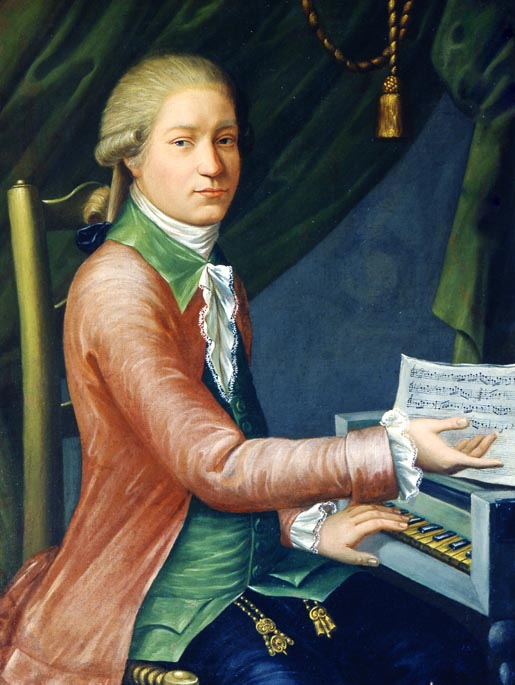
Jewstignei Fomin

Jewstignei Ipatjewitsch (Ipatowitsch) Fomin (russisch Евстигней Ипатьевич (Ипатович) Фомин, in wissenschaftlicher Transliteration Evstignej Ipat'evič (Ipatovič) Fomin; * 5.jul. / 16. August 1761greg. in Sankt Petersburg; † 16.jul. / 28. April 1800greg. ebenda) war ein russischer Komponist.

## Leben
Fomin gilt zwar als der bedeutendste Opernkomponist im Russland des 18. Jahrhunderts, über sein Leben ist jedoch bis heute sehr wenig bekannt. Sein reiches Schaffen, in dessen Zentrum mehr als zehn Opern stehen – darunter Der Kutscher auf der Poststation und Die Amerikaner – leistete einen nicht zu unterschätzenden Beitrag zum Transfer westlicher Musik in Russlands Kultur und damit zur russischen Musikgeschichte. Als einer der ersten in Westeuropa ausgebildeten russischen Komponisten schuf er eine Musik, die auf der Höhe ihrer Zeit westeuropäischen Standards entsprach und zugleich genuin russische Eigenheiten in Bezug auf Harmonik, Rhythmik und einkomponierte Volksliedelemente enthielt.
Fomin wurde in St. Petersburg als Sohn eines Soldaten geboren und besuchte ab seinem sechsten Lebensjahr eine Musikklasse in der neu gegründeten Petersburger Kunstakademie. Hier erhielt er neben der allgemeinen Schulbildung zunächst Unterricht bei Matteo Buini (Clavichord) sowie Hermann Friedrich Raupach und Anton Blasius Sartori (Komposition), später kamen noch diverse Blas- und Streichinstrumente hinzu; auch die Mitwirkung im Chor war Teil der Ausbildung. Großer Wert wurde zusätzlich auf den Schauspielunterricht der Schüler gelegt, da die Akademie eine eigene Bühne besaß, auf der zahlreiche Ballette und Opern aufgeführt wurden.
Nach seiner Abschlussprüfung 1782, die Fomin mit Auszeichnung bestand, erhielt er ein Stipendium, das ihm einen dreijährigen Studienaufenthalt in Bologna ermöglichte, wo er sein Wissen unter anderem bei dem berühmten Padre Martini vertiefte, der u. a. auch Johann Christian Bach und Christoph Willibald Gluck zu seinen Schülern zählte. 1785 wurde er, wie kurz vor ihm schon Wolfgang Amadeus Mozart, zum Mitglied der Philharmonischen Gesellschaft Bologna ernannt und kehrte ein Jahr später nach Russland zurück.
Hier verlieren sich Fomins Spuren zunächst, da er in keiner Besoldungsliste mehr auftaucht. Er hatte also offenbar weder eine Stelle bei Hofe noch an der Akademie oder am Theater inne, sondern verdiente vermutlich seinen Lebensunterhalt als Dirigent verschiedener Leibeigenenorchester, für die er wohl auch komponierte. Entsprechende Werke sind heute aber verschollen. Man nimmt an, dass Fomin noch wesentlich mehr Stücke geschrieben hat als die, deren Notenmaterial überliefert ist, da er sehr zügig komponiert haben soll. So sprechen ihm manche Zeitgenossen nicht nur zehn, sondern mehr als 30 Opern zu. Obwohl er Mitglied der Philharmonischen Gesellschaft Bologna war und auch ein Opern-Libretto von Katharina der Großen vertont hatte, blieb sein Name in St. Petersburg für einen Zeitraum von elf Jahren ungenannt.
In dieser Zeit, 1791 oder 1792, komponierte Fomin allerdings sein Melodram Orfej i Ewridika („Orpheus und Eurydike“, nach einem Text des russischen Aufklärungs-Dichters Jakow Knjaschnin), das 1792 uraufgeführt wurde und wohl ein großer Erfolg war, da es bis 1811 noch auf russischen Bühnen gespielt wurde. Erst 1797 taucht Fomins Name wieder in offiziellen Archiven auf, als er eine Stelle am Theater als Solorepetitor und Gesangslehrer erhielt. Sein Lohn war im Verhältnis zu dem, was ausländische, insbesondere italienische, Musiker in Russland zu Fomins Zeit verdienten, geradezu verächtlich gering und drückte die mangelnde Wertschätzung gegenüber einheimischen Künstlern aus. Diese Einstellung lässt sich bis zu seiner Beerdigung weiterverfolgen. Fomin starb im April 1800, die näheren Umstände sowie die Ursache des Todes im Alter von nur 39 Jahren sind heute nicht mehr bekannt.

## Werke (auszugsweise)
- Der Nowgoroder Held Bojeslajewitsch (Novgorodskij bogatyr' Boeslaevič), komische Oper (UA 1786)
- Die Kutscher auf der Poststation (Jamščiki na podstave), komische Oper (UA 1787)
- Die Amerikaner (Amerikancy), komische Oper nach Alzire ou Les Américains von Voltaire (UA 1800)
- Orpheus (Orfej), Melodram (UA 1792)
- Der goldene Apfel (1803)

### MelodramOrpheus und Eurydike(Orfei i Jewridika)
Mit dem Mythos von Orpheus, der seine Eurydike aus der Unterwelt zurückholen will und es wagt, den Göttern zu trotzen, wählte Fomin ein im Kontext der russischen Aufklärung aktuelles und dennoch zeitloses Sujet. Dabei übertrifft das Stück mit seinem Libretto von Jakow Knjaschnin versöhnlichere Lösungsversuche à la Gluck an Radikalität und aufklärerischer Brisanz.
Fomin beginnt sein Melodram mit einer – klassische Formkonzepte sehr frei umsetzenden – Ouvertüre, die bereits den inhaltlichen Rahmen des gesamten Stückes vorzeichnet: Schon zu Beginn fasst sie alle wichtigen Punkte der Handlung zusammen, kontrastiert Schmerz und Glück, Trennung und Vereinigung, Largo und Vivace – nimmt aber auch durch ihre Tonart (d-moll als Tonart des Unheils und Todes) das Ende des Melodrams vorweg.
Zunächst scheint die Handlung noch nicht ungewöhnlich: Orpheus, verzweifelt über sein Schicksal, Eurydike durch einen Schlangenbiss verloren zu haben, beschließt, in die Unterwelt hinabzusteigen, die Götter zur Herausgabe seiner Geliebten zu bewegen und so das Schicksal zu überwinden. Auf seinem Weg trifft er am Styx, einem Fluss, der gleichzeitig die Grenze zur Unterwelt darstellt, die Furien, verkörpert von einem gewaltigen unisono-Basschor, die ihm verraten, wie er mit seiner Leier das Böse besänftigen kann.
Nun allerdings kommt schon ein wesentliches Charakteristikum des Melodrams zum Tragen: Mit Ausnahme des Basschores wird der Text ja nur deklamiert und vom Orchester in Kontext gesetzt. So kann Orpheus die Furien nicht wie im Mythos durch seinen Gesang besänftigen, sondern überzeugt sie durch die Kraft seines Willens: Er lässt keine Zweifel aufkommen, dass seine Liebe triumphieren wird. Die Furien übermitteln Orpheus die Botschaft, dass sich Pluto einsichtig zeige und ihm Eurydike unter der Auflage zurückgebe, sich auf dem Weg aus der Unterwelt nicht zu ihr umzudrehen. Doch Eurydike macht ihm auf dem Rückweg zur Oberwelt eine Szene und behauptet, dass er sie offenbar nicht liebe, da er sie nicht anblickt. So kommt es, wie es kommen muss: Orpheus dreht sich zu seiner Geliebten um und besiegelt damit Eurydikes Schicksal: Sie muss in der Unterwelt bleiben, da Plutos Bedingung nicht erfüllt wurde.
Im Vergleich zum altbekannten Mythos wendet sich an dieser Stelle das Blatt radikal und transformiert die Handlung in ein zeitgenössisch aufklärerisches Stück: Orpheus möchte nach dem erneuten Verlust Eurydikes gleichfalls sterben, aber die Furien verwehren ihm den Freitod, so dass Orpheus scheinbar nicht einmal mehr sein eigenes Schicksal in die Hand nehmen kann – woraufhin er fast trotzig beschließt, dass das Opfer seines eigenen Lebens ohnehin zu gering als Sühne für Eurydikes Tod sei; fortan will er sein eigenes Leben zur Hölle machen und durch seine Qualen und sein Stöhnen die Götter verfluchen.
Den Rahmen des Stückes beschließt der Furientanz, wiederum von Fomin in unheilvollem d-moll komponiert. Chromatische Passagen, rücksichtslose Dissonanzen und kraftvolle Akkorde können aber doch nichts mehr an Orpheus’ Entschluss ändern: Sein Stolz wird nicht gebrochen und er triumphiert weiterhin, wenn auch tragisch, über die Macht der Götter. Er schafft es, sich analog zum aufklärerischen Menschenideal von den Göttern loszulösen und als freier Mensch selbst über sein Schicksal zu bestimmen. Wieder einmal zeigt sich: Die alten Mythen können zu jeder Zeit aktualisiert werden – dies gilt für Kinofilme im Jahre 2005 („Vom Suchen und Finden der Liebe“) genauso wie für dieses Melodramen des 18. Jahrhunderts.